# Real Força Aérea Jugoslava
A Real Força Aérea Iugoslava ou Força Aérea Real Iugoslava (Servo-croata latino: Jugoslovensko kraljevsko ratno vazduhoplovstvo, JKRV; Servo-croata cirílico: Југословенско краљевско ратно ваздухопловство, ЈКРВ; em esloveno:  Jugoslovansko kraljevo vojno letalstvo, JKVL),  era o componente do serviço de guerra aérea do Exército Real Iugoslavo (ele próprio o ramo de guerra terrestre do Reino da Iugoslávia). Foi formada em 1918 e existiu até 1941 e a Invasão da Iugoslávia durante a Segunda Guerra Mundial.
Cerca de 18 aeronaves e várias centenas de tripulantes escaparam da invasão do Eixo em abril de 1941 para a base aliada no Egito, eventualmente voando inicialmente com a Força Aérea Real no Norte da África e depois com a Força Aérea dos Bálcãs na Itália e na Iugoslávia, com alguns até mesmo continuando para ingressar na Força Aérea Soviética, retornando à Iugoslávia em 1944.
Em 1941, a Alemanha Nazista distribuiu aeronaves capturadas da Força Aérea Real Iugoslava e peças sobressalentes para a Romênia, Bulgária, Finlândia e o recém-criado Estado Independente da Croácia.

## História

### Origens e estabelecimento
A Força Aérea Real Iugoslava desenvolveu-se a partir do Comando de Aviação da Sérvia, que foi criado em 24 de dezembro de 1912 e esteve ativo durante as Guerras dos Balcãs de 1912-1913.  Durante a Primeira Guerra Mundial, o pequeno Comando de Aviação Sérvio operou inicialmente em apoio ao Exército Real Sérvio e à sua defesa do país contra ataques concertados da Áustria-Hungria. Após os sucessos iniciais da Sérvia, em 1915 as Potências Centrais forçaram o Exército Sérvio a retirar-se para a Albânia, onde os elementos sobreviventes do exército foram evacuados. Os aviadores sérvios foram absorvidos pelos esquadrões franceses para apoiar a força aliada liderada pelos franceses que avançou para o norte a partir de Salônica,  e no final da guerra, esquadrões sérvios separados foram novamente formados. Após o fim da Primeira Guerra Mundial, em 1919, os povos eslavos do sul determinaram formar um novo país, o Reino dos Sérvios, Croatas e Eslovenos, e o corpo aéreo sérvio existente tornou-se a base para o serviço aéreo militar do novo estado. O chefe da incipiente força aérea era o ex-chefe das Tropas de Aviação Imperiais e Reais Austro-Húngaras, Emil Uzelac. 

### Desenvolvimentos iniciais
A falta de fundos significou que pouco poderia ser feito para melhorar a aviação militar nos primeiros anos do novo estado, embora em 1922 Uzelac tenha feito uma viagem pela Europa para estudar aviação militar em exércitos estrangeiros. Também foram feitos esforços para desenvolver um sector de aviação civil com vista à formação de uma reserva de pilotos e mecânicos.  No ano seguinte, Uzelac aposentou-se e o adido militar britânico observou que havia vários ex-aviadores do Império Russo servindo na Força Aérea, dois dos quais tentaram desertar para a União Soviética com uma aeronave durante aquele ano.  Em 1924, a primeira aeronave construída na Iugoslávia foi produzida na fábrica da Ikarus em Novi Sad, embora com motor de fabricação estrangeira. No ano seguinte, 150 bombardeiros leves biplanos Breguet 19 e aeronaves de reconhecimento foram adquiridos a crédito do governo francês, sinalizando a primeira expansão significativa da Força Aérea. As novas aeronaves foram montadas em Novi Sad, depois distribuídas para os demais aeródromos militares de Sarajevo, Mostar, Zagreb e Skopje. A fábrica de Ikarus produzia aviões de treinamento e hidroaviões usando motores austríacos capturados no final da Primeira Guerra Mundial e importava tubos de aço e suportes de arame.  Em 1926, o aeródromo de Zemun foi desenvolvido para fornecer um campo de aviação militar perto da capital, Belgrado, e uma corrida aérea militar foi realizada pela primeira vez, com uma taça de ouro apresentada pelo rei Alexandre. 
Em 1927, a Força Aérea havia adquirido biplanos Potez 25 e caças monolugares Dewoitine, bem como algumas aeronaves de treinamento Hansa-Brandenburg e Hanriot.  No ano seguinte, uma fábrica de aeronaves do governo em Kraljevo foi concluída e uma fábrica privada perto de Belgrado entrou em produção, construindo motores de aeronaves franceses sob licença. No mesmo ano, a Força Aérea também adquiriu aeronaves de reconhecimento Fizir F1V.  Em 1929, o adido militar britânico relatou que a Força Aérea estava fazendo melhorias lentas, mas constantes, mas observou que o campo de aviação de Novi Sad era o único capaz de suportar voos noturnos. A principal das deficiências do braço aéreo era a falta de instalações avançadas de reparação e manutenção nos vários aeródromos regionais, como os de Zagreb ou Sarajevo. Concluiu-se que isso significava que a força aérea iugoslava seria incapaz de manter as aeronaves no ar durante qualquer período de conflito além de algumas semanas. A fábrica em Kraljevo era aparentemente capaz de produzir cerca de 50 aeronaves Breguet 19 sob licença por ano. 

### Década de 1930
Em 1930, foram concluídas oficinas nos aeródromos de Zagreb e Mostar, permitindo a realização de reparações e modificações sem transferência de aeronaves para as principais fábricas e oficinas mais próximas da capital. Em maio daquele ano, a primeira aeronave de fabricação inteiramente iugoslava foi concluída em Kraljevo, e estimou-se que a fábrica era capaz de produzir 100 aeronaves Breguet 19 por ano. Nessa época, a fábrica contava com mão de obra francesa e estava sob gestão francesa, mas o contrato expiraria em 1932, após o qual o governo iugoslavo teria a liberdade de produzir qualquer aeronave que pudesse obter licenças para construir. A fábrica privada da Ikarus em Zemun continuou a produzir hidroaviões de seu próprio projeto, bem como aeronaves Potez 25 sob licença. A força aérea foi estimada em 26 esquadrões de cerca de doze aeronaves cada, indicando um total de aproximadamente 312 aeronaves, embora quase não houvesse aeronaves de reserva. 

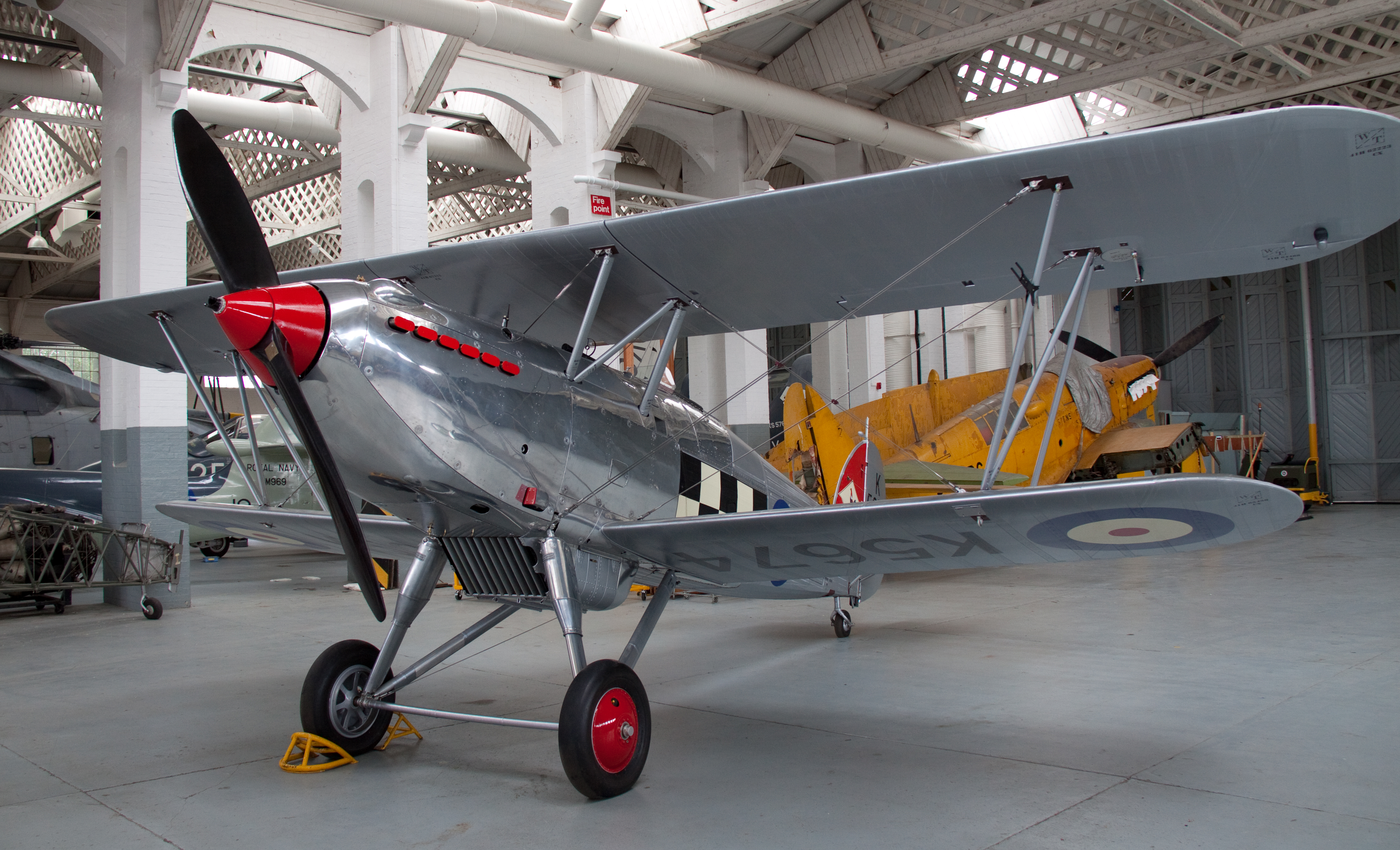
Em 1931, a Força Aérea obteve três caças Hawker Fury para avaliação.

Durante 1931, nenhum esquadrão adicional foi formado, mas foi criada uma reserva de aeronaves, de modo que cerca de 200 máquinas foram armazenadas nos vários aeródromos regionais. O adido militar britânico avaliou que o padrão de formação de pilotos continuava deficiente, com um número significativo de aeronaves sendo colocadas fora de serviço todos os anos devido a acidentes. No mesmo ano, a Força Aérea obteve três aeronaves Hawker Fury para avaliação, duas equipadas com motores Rolls-Royce e uma com motor Hispano-Suiza. Isto foi visto com alarme pelos franceses, que até então tinham tido uma forte influência nas aquisições da aviação iugoslava. 
Durante 1932, houve problemas significativos de moral e disciplina devido à subversão dentro do 2º Regimento Aéreo perto de Sarajevo.  Continuaram a ser feitos progressos constantes no desenvolvimento da Força Aérea, mas várias fraquezas eram evidentes, incluindo; falta de aeronaves de primeira classe, dependência de fontes estrangeiras para a maior parte do material de construção da aviação, instalações inadequadas de reparo e manutenção, o lento desenvolvimento da indústria aeronáutica local e a influência negativa exercida por oficiais superiores do exército sem experiência em aviação ou conhecimento. Foi reconhecido que a Força Aérea não teve dificuldade em atrair recrutas de alta qualidade e, deixando de lado o incidente de Sarajevo, o moral e a disciplina estavam elevados dentro da arma aérea. Dois esquadrões adicionais foram adicionados a cada um dos seis regimentos aéreos durante 1932. Como resultado, o número de aeronaves em serviço aumentou para aproximadamente 430, com reserva de 300. A fábrica estatal em Kraljevo produziu cerca de 150 aeronaves Breguet 19 durante o ano, com quarenta Potez 25 também sendo entregues pela fábrica de Ikarus. Seis bombardeiros foram obtidos para avaliação durante o ano; dois de Junkers, Dornier e Fokker. 
Nos primeiros meses de 1933, um susto de guerra com a Itália revelou deficiências significativas nos estoques de bombas de aeronaves e nas reservas de combustível. Durante aquele ano, o governo iugoslavo apresentou uma licitação para vinte aviões de combate monoposto. Seis aeronaves foram recomendadas para consideração, em ordem de prioridade; um PZL polonês, o Hawker Fury, um Dewoitine, dois Fokkers e um Avia tchecoslovaco. A licitação incluiu a produção de mais vinte aeronaves sob licença e mais cinquenta máquinas a serem adquiridas ou construídas localmente sob licença. Um programa de aquisição de aeronaves médias de reconhecimento também estava sendo considerado, enquanto a avaliação de bombardeiros continuava. Ainda em 1933, o quartel-general da 1ª Brigada Aérea foi transferido para Zemun. Havia trinta e seis esquadrões nos seis regimentos aéreos, com cada regimento consistindo de seis esquadrões divididos entre três grupos, com um esquadrão adicional em nível regimental mantido para tarefas de ligação e manutenção de habilidades dos pilotos de reserva. Além desses quarenta e dois esquadrões, havia vários esquadrões de treinamento e um grupo experimental. A aeronave reserva contava com aproximadamente 250. O treinamento de vôo noturno foi realizado durante todo o verão em Belgrado, e o treinamento antiaéreo na cidade foi realizado em cooperação com a Força Aérea. Cada regimento conduzia treinamento de artilharia aérea uma vez por ano.  Apesar da disponibilidade de fundos para a aquisição de novas aeronaves modernas, nenhuma decisão foi tomada durante 1934, embora o caça PZL polonês tenha sido descartado como inadequado. Foram realizados poucos voos noturnos e tornou-se evidente que as reservas de aeronaves não eram tão altas quanto se acreditava. 
Em 19 de setembro de 1935, o governo iugoslavo assinou um contrato para comprar dez caças Hawker Fury e sessenta e cinco motores Rolls-Royce. Ao mesmo tempo, foi obtida uma licença para construir o Hawker Fury localmente, e também foi tomada a opção de construir motores Rolls-Royce no país. Apesar da disponibilidade de fundos, nenhuma outra compra foi feita durante o ano, com o efetivo da Força Aérea estimado em 400 Breguet 19, 200 Potez 25, algumas aeronaves Avia e Dewoitine e os seis bombardeiros adquiridos anteriormente para fins experimentais. O treinamento básico de pilotos era justo, com menos acidentes, mas o treinamento de voo por instrumentos era raro. O serviço aéreo iugoslavo estava quase inteiramente equipado com aeronaves obsoletas, mas, apesar disso, o moral da tripulação estava bom e não faltavam jovens que desejavam voar. Também foi obtida licença para a fabricação local de balões cativos. 
Em 1936, o General Milutin Nedić foi substituído como chefe do VVKJ pelo General Dušan Simović após a nomeação do primeiro como Chefe do Estado-Maior General. Simović já havia servido como segundo em comando do VVKJ.  Houve poucos desenvolvimentos dignos de nota durante o ano, com a frota obsoleta continuando a diminuir, e até mesmo a fábrica estatal de aeronaves em Kraljevo estava praticamente ociosa, exceto para a produção de peças de reposição para o grande número de aeronaves Breguet 19 ainda em serviço. As fábricas Ikarus e Zmaj em Zemun instalaram instalações e equipamentos para a produção do Hawker Fury sob licença, mas a entrega das dez aeronaves adquiridas não era esperada até março de 1937, e não se esperava que qualquer uma das aeronaves fabricadas localmente fosse entregue até maio daquele ano. A Ikarus também produziu vários caças Avia BH-33 E e revisou um grande número de aeronaves Potez 25 durante o ano. Um protótipo de bombardeiro leve Dornier Do 17 com motores Gnome-Rhône foi encomendado, com um pedido adicional de mais dezenove aeronaves aguardando um teste bem-sucedido. 

### Consolidação e modernização

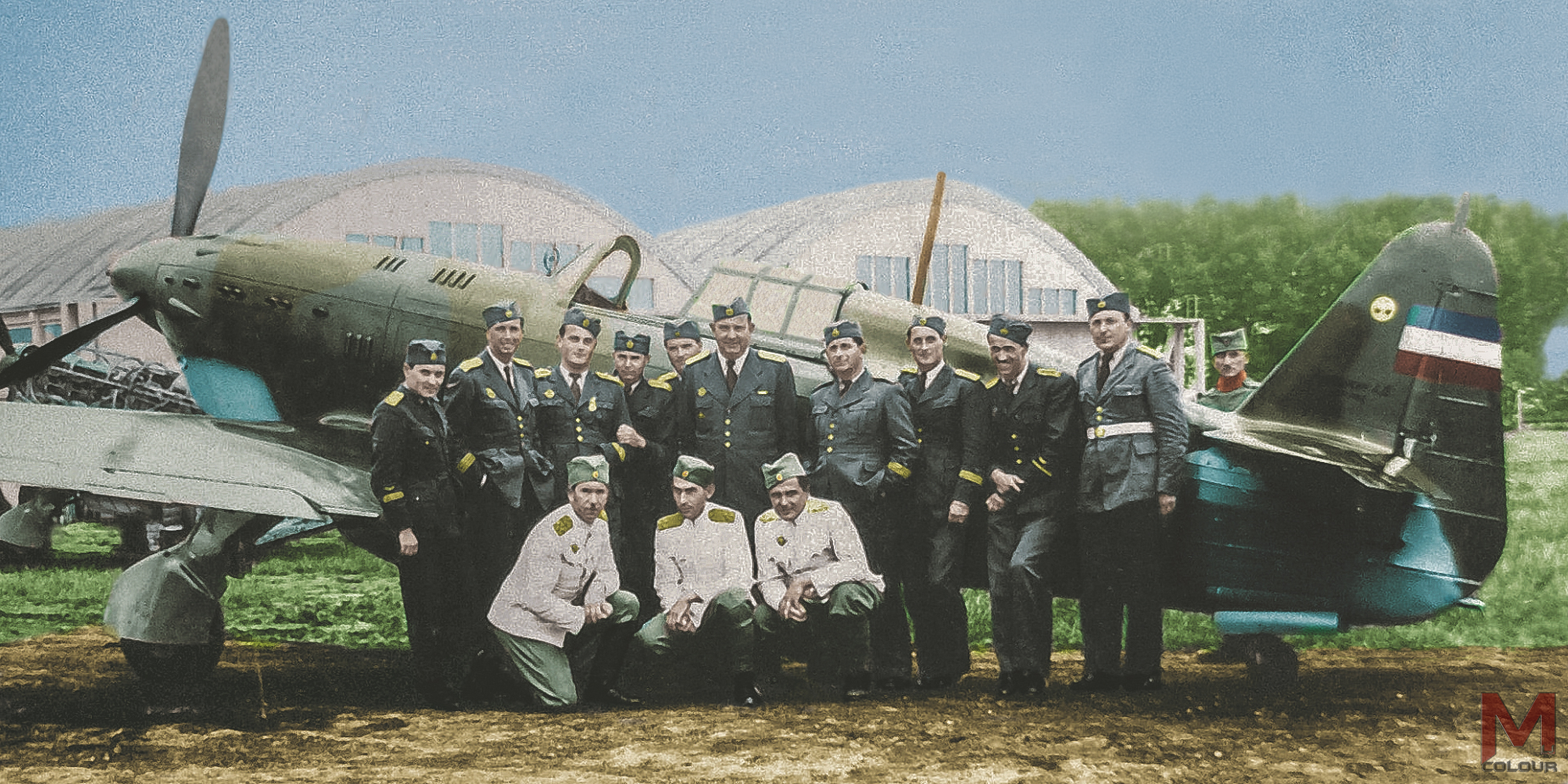
Pilotos do 51º grupo aéreo do Sexto Regimento de Caça ao lado do caça Iugoslavo IK-3

Em 1941, o JKRV, com uma força de 1.875 oficiais e 29.527 outras patentes,  tinha mais de 460 aeronaves de linha de frente de origem doméstica (notadamente o IK-3), alemã, italiana, francesa e britânica, das quais a maioria era tipos modernos. Organizados em vinte e dois esquadrões de bombardeiros e dezenove esquadrões de caças, os principais tipos de aeronaves em uso operacional incluíam setenta e três Messerschmitt Bf 109 E, quarenta e sete Hawker Hurricane I (com mais sendo construídos sob licença na Iugoslávia), trinta Hawker Fury II, onze caças Rogožarski IK-3 (além de mais em construção), dez Ikarus IK-2, 2 Potez 630, um Messerschmitt Bf 110 C-4 (capturado no início de abril devido a um erro de navegação) e um caça Rogozarski R 313, sessenta e nove Dornier Do 17 K (incluindo 40 mais construídos sob licença), sessenta e um Bristol Blenheim I (incluindo cerca de 40 construídos sob licença) e quarenta e dois bombardeiros Savoia Marchetti SM-79 K. As unidades de reconhecimento do Exército compreendiam sete grupos com 130 bombardeiros leves Breguet 19 e Potez 25 obsoletos de construção iugoslava. As unidades de Aviação Naval compreendiam 75 aeronaves em oito esquadrões equipados com, entre outros tipos auxiliares, doze Dornier Do 22 K de fabricação alemã e quinze aviões flutuantes de patrulha marítima Rogozarski SIM-XIV-H projetados e construídos localmente. 
As aeronaves da companhia aérea iugoslava Aeroput, composta principalmente por seis Lockheed Model 10 Electras, três Spartan Cruisers, e um de Havilland Dragon foram mobilizadas para fornecer serviços de transporte ao VVKJ. 
A situação em que o Reino da Iugoslávia teve de adquirir ou fabricar aeronaves de qualquer fonte que se apresentasse significava que, em 1941, o VVKJ estava equipado de forma única com 11 tipos diferentes de aeronaves operacionais, 14 tipos diferentes de treinadores e cinco tipos de aeronaves auxiliares, com 22 modelos de motores diferentes, quatro metralhadoras diferentes e dois tipos de canhões de aeronaves. 
O Dornier Do 17K fabricado na Iugoslávia, por exemplo, era uma aeronave alemã com motores franceses Gnome-Rhone de 1.000 HP, armamento belga da Fabrique Nationale, equipamento tcheco de reconhecimento fotográfico e instrumentação iugoslava produzida localmente.
Durante 1938, o governo iugoslavo comprou 12 Hurricane Is para a Força Aérea Real Iugoslava e seguiu com um pedido de outros 12, juntamente com uma licença de fabricação para permitir a produção do caça em Rogozarski (pedidos de 60) e Zmaj (pedidos de 40) fábricas. Essas fábricas, juntamente com a empresa Ikarus, projetam e fabricam aeronaves esportivas e de treinamento desde a década de 1920. Esperava-se que a produção chegasse a oito por mês em cada linha de montagem em meados de 1941. No caso, na época do ataque alemão de abril de 1941, que pôs fim à produção, Zmaj havia entregado 20 furacões, mas Rogozarski não entregou nenhum.
A equipe de design local que trabalhava em versões melhoradas do caça IK-3 havia planejado originalmente equipar os IK-3 posteriores com o novo motor Hispano-Suiza 12Y-51 de 1.100 HP. A ocupação alemã da França frustrou este plano e foram considerados motores britânicos ou alemães. O Ministério da Aeronáutica favoreceu o DB 601 A e, como parte do programa de desenvolvimento do IK-3, um motor Daimler-Benz foi instalado experimentalmente em uma fuselagem Hurricane em 1940.
Os engenheiros Ilic e Sivcev da fábrica de Ikarus em Zemun, nos arredores de Belgrado, fizeram a conversão com a instalação de novos suportes de motor, carenagens e sistemas de refrigeração fabricados na fábrica de Ikarus. O único Hurricane equipado com motor DB601A para comparação com a versão com motor Merlin foi testado no início de 1941. Foi dada a designação "LVT-1".
A conversão foi extremamente bem-sucedida e a aeronave experimental apresentou melhor desempenho de decolagem e taxa de subida do que o Hurricane padrão ou o Bf 109 E-3 e foi apenas ligeiramente mais lenta que o último. Os pilotos VVKJ que voaram na conversão Hurricane consideraram-no superior ao modelo padrão. 
Ao mesmo tempo, um Rolls-Royce Merlin III de 1.030 HP foi instalado em uma das fuselagens do IK-3, mas esta máquina tinha acabado de ser concluída no momento do ataque alemão e, quando as forças inimigas se aproximaram de Belgrado, foi destruída por os operários da fábrica, juntamente com outros quatro IK-3 em revisão ou modificação e mais 25 na linha de produção.

### Segunda Guerra Mundial

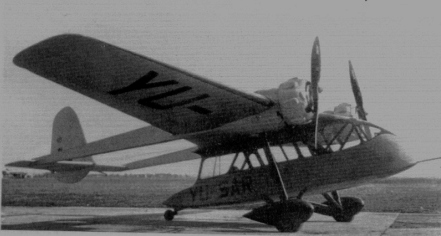
Em março de 1941, o único Aeroput MMS-3 de produção começou a servir no 603º Esquadrão Auxiliar da Força Aérea Real Iugoslava como aeronave de ligação.

Durante 1940, a Grã-Bretanha forneceu ajuda militar significativa ao VVKJ, para fortalecer as suas forças contra a crescente ameaça alemã. No início de março de 1941, as forças alemãs da Luftwaffe começaram a chegar à vizinha Bulgária. Em 12 de março de 1941, as unidades VVKJ começaram a ser implantadas em seus campos de aviação durante a guerra. Em 27 de março de 1941, a derrubada do governo que havia assinado o Pacto Tripartite em Belgrado dois dias antes, por um grupo de oficiais liderados por Dušan Simović, general da força aérea, pôs fim às esperanças de um acordo com a Alemanha. 
Em 3 de abril de 1941, Kapetan Vladimir Kren desertou em um Potez 25, levando consigo informações sobre a Força Aérea do Exército Real Iugoslavo, documentos que entregou aos alemães. Mais tarde, ele se tornaria Comandante-em-Chefe da ZNDH, a força aérea do Estado Independente da Croácia, fantoche nazista. 
Em 6 de abril de 1941, unidades da Luftwaffe na Bulgária e na Romênia atacaram a Iugoslávia durante o Bombardeio de Belgrado. Equipado com uma combinação de equipamentos obsoletos e novas aeronaves ainda em entrada em serviço, o VVKJ foi forçado a defender as longas fronteiras do país contra múltiplos ataques vindos de muitas direções. A lealdade duvidosa de alguns militares não ajudou em nada. Aviões de combate iugoslavos e artilharia antiaérea derrubaram cerca de 90-100 aeronaves inimigas, mas as forças de defesa não foram capazes de causar qualquer impacto significativo no avanço inimigo. Durante o ataque de aeronaves alemãs ao Aeroporto de Niš Medoševac em 6 de abril, por volta das 08h00, um fogo vindo do solo derrubou o avião do ás dos caças alemão Herbert Ihlefeld. O capitão Ihlefeld, que foi creditado com mais de quarenta vitórias aéreas, foi abatido pelo cabo Vlasta Belić, disparando uma metralhadora Darne, calibre 7,7mm, retirado de um Breguet iugoslavo 19. Após receber um tiro no radiador de óleo, o motor do Bf 109 parou e o piloto foi forçado a abandonar o avião. Ele se resgatou com um paraquedas a cerca de 35 milhas a sudeste de Nis. O ás alemão foi capturado por camponeses sérvios que o entregaram aos gendarmes. Em 17 de abril de 1941, o governo iugoslavo rendeu-se. Várias aeronaves VVKJ escaparam para o Egito através do Reino da Grécia, e as tripulações serviram então na Força Aérea Real Britânica (RAF).
Com a eclosão da Segunda Guerra Mundial, a Iugoslávia tinha uma força aérea substancial com aeronaves próprias, aeronaves de países Aliados como a Grã-Bretanha e aeronaves de países do Eixo como Alemanha e Itália. Em 1940, a Grã-Bretanha tentou trazer a Iugoslávia para o lado Aliado, fornecendo ajuda militar à Força Aérea Real Iugoslava, incluindo novos caças Hawker Hurricane. No entanto, a Alemanha vendeu um grande número de caças Messerschmitt Bf 109 para a Iugoslávia e no início de 1941, e o desânimo alemão em relação a uma campanha nos Bálcãs convenceu a Iugoslávia a se juntar às forças do Eixo.

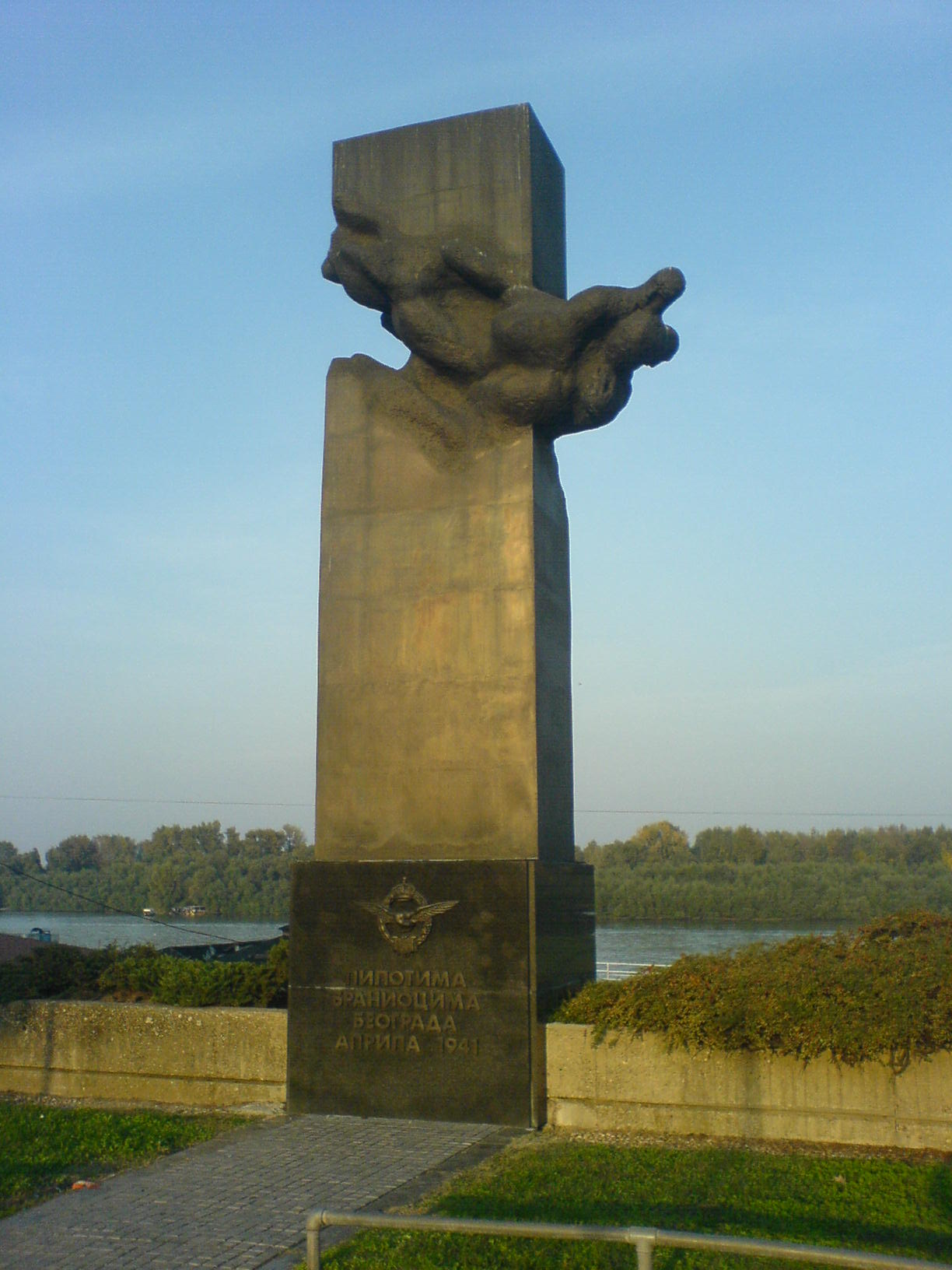
Monumento aos pilotos que morreram defendendo Belgrado na batalha aérea contra a Luftwaffe em abril de 1941.

Depois que o primeiro-ministro iugoslavo Cvetković assinou o Pacto Tripartite, seu regime foi derrubado por um golpe de estado militar dois dias depois, a Itália Fascista exigiu que sua aliada Alemanha Nazista invadisse a Iugoslávia para chegar à Grécia e ajudar sua desastrosa campanha lá e no processo desmembrar a Iugoslávia, já que os italianos reivindicavam certos territórios (principalmente a Dalmácia). A Luftwaffe alemã começou então a se concentrar nas fronteiras da Iugoslávia a partir das nações aliadas do Eixo. O VVKJ foi forçado a se estender para defender a Iugoslávia de uma aparente invasão e de uma guerra aérea iminente.
Após o golpe de Estado de 25 de março de 1941, as forças armadas iugoslavas foram colocadas em alerta, embora o exército não estivesse totalmente mobilizado. O comando VVKJ decidiu dispersar as suas forças das suas bases principais para um sistema de aeródromos auxiliares previamente preparado. No entanto, muitos destes aeródromos careciam de instalações e tinham drenagem inadequada, o que impedia a operação contínua de todas as aeronaves, exceto as mais leves, nas condições climáticas adversas encontradas em abril de 1941). 
Apesar de ter, pelo menos no papel, uma força substancialmente mais forte de aeronaves relativamente modernas do que as forças aéreas britânicas e gregas combinadas ao sul, a VVKJ simplesmente não poderia igualar a superioridade esmagadora da Luftwaffe e da Regia Aeronautica em termos de números, implantação tática e experiência de combate. 
O bombardeiro eskadrilla (o equivalente a 22 esquadrões) e a força aérea marítima atingiram alvos na Itália, Alemanha (Áustria), Hungria, Roménia, Bulgária, Albânia e Grécia, bem como atacaram tropas alemãs, italianas e húngaras. Enquanto isso, o caça eskadrilla (o equivalente a 19 esquadrões) infligiu perdas não insignificantes em ataques de bombardeiros escoltados da Luftwaffe em Belgrado e na Sérvia, bem como em ataques da Regia Aeronautica na Dalmácia e Herzegovina, ao mesmo tempo que forneceu apoio aéreo ao pressionado Exército Iugoslavo por metralhar colunas de tropas de ataque na Croácia, Bósnia, Macedônia e Sérvia (às vezes decolando e metralhando as tropas que atacam a própria base que está sendo evacuada). 
Não é de admirar, então, que após uma combinação de perdas em combate aéreo, perdas no solo devido a ataques aéreos inimigos às bases e a invasão de campos de aviação por tropas inimigas, após 11 dias o VVKJ quase deixou de existir. Deve-se, no entanto, notar que entre 6 e 17 de abril de 1941 o VVKJ recebeu adicionais 8 Hawker Hurricane Is, 6 Dornier Do 17Ks, 4 Bristol Blenheim Is, 2 Ikarus IK 2s, 1 Rogožarski IK-3 e 1 Messerschmitt Bf 109 de as fábricas e oficinas de aeronaves. 
Cerca de 70 aeronaves operacionais e de treinamento conseguiram escapar para a Grécia e 4 para a Rússia (8 Do 17Ks e SM.79Ks partiram, mas metade foi perdida devido a más condições climáticas, terreno montanhoso e/ou sobrecarga). Mas mais tragédia aconteceria até mesmo a esses fugitivos, com cerca de 44 mortos no solo, no campo de aviação de Paramitia, na Grécia, por saqueadores de combatentes alemães e italianos. No final, apenas 3 Lockheed 10s, 2 Do 17Ks, 4 SM.79Ks, 8 Do 22K hidroaviões e 1 hidroavião SIM XIVH alcançaram a base aliada do Egito em maio de 1941.  O pessoal da Força Aérea fugitivo formou o Destacamento da Força Aérea Real Iugoslava, que serviu no 512º Esquadrão de Bombardeio das Forças Aéreas do Exército dos Estados Unidos de novembro de 1943 a agosto de 1945.
A Força Aérea do Estado Independente da Croácia surgiu em julho de 1941 com mais de 200 aeronaves capturadas. Os próprios guerrilheiros iugoslavos conseguiram formar uma força aérea em 1943 a partir de aeronaves capturadas da Força Aérea Croata.

## Inventário

### Aeronaves (Abril de 1941)
| Aeronave                      | Quantidade | Papel                               | Origem         |
| ----------------------------- | ---------- | ----------------------------------- | -------------- |
| Messerschmitt Bf 109E-3a      | 61         | Caça                                | Alemanha       |
| Hawker Hurricane Mk.I         | 47         | Caça                                | Reino Unido    |
| Hawker Fury Mk.II             | 30         | Caça                                | Reino Unido    |
| Avia BH-33                    | 5          | Caça para treinamento               | Checoslováquia |
| Ikarus IK-2                   | 10         | Caça                                | Iugoslávia     |
| Rogožarski IK-3               | 11         | Caça                                | Iugoslávia     |
| Potez 630                     | 2          | Caça                                | França         |
| Dornier Do 17K                | 69         | Bombardeiro                         | Alemanha       |
| Bristol Blenheim Mk.I         | 50         | Bombardeiro                         | Reino Unido    |
| Bristol Blenheim Mk.I         | 11         | Reconhecimento                      | Reino Unido    |
| Savoia-Marchetti SM.79        | 42         | Bombardeiro                         | Itália         |
| Caproni Ca.310                | 12         | Treinamento/Utilitário              | Itália         |
| Messerschmitt Bf 108          | 13         | Treinamento/Utilitário              | Alemanha       |
| Breguet 19                    | 120        | Reconhecimento/Utilitário           | França         |
| Potez 25                      | 120        | Reconhecimento/Utilitário           | França         |
| Fieseler Fi 156               | 22         | Utilitário                          | Alemanha       |
| Bücker Bü 131 Jungmann        | 60         | Treinamento                         | Alemanha       |
| Dornier Do 16 Wal hidroavião  | 10         | Reconhecimento Marítimo/Isca        | Alemanha       |
| Dornier Do 22 planador        | 12         | Reconhecimento Marítimo/Bombardeiro | Alemanha       |
| Rogožarski SIM-XIV-H planador | 15         | Reconhecimento Marítimo             | Iugoslávia     |
| Rogožarski SIM-XII-H planador | 12         | Treinamento                         | Iugoslávia     |
| Rogožarski SIM-X              | 21         | Treinamento                         | Iugoslávia     |
| Rogožarski PVT                | 64         | Treinamento                         | Iugoslávia     |
| Rogožarski PVT-H planador     | 5          | Treinamento                         | Iugoslávia     |
| Rogožarski R-100              | 25         | Caça para treinamento               | Iugoslávia     |
| Zmaj Fizir FN                 | 20         | Treinamento                         | Iugoslávia     |
| Zmaj Fizir FP-2               | 23         | Treinamento/Utilitário              | Iugoslávia     |
| Avia-Fokker AF.39             | 2          | Transporte/Utilitário               | Checoslováquia |

## Galeria

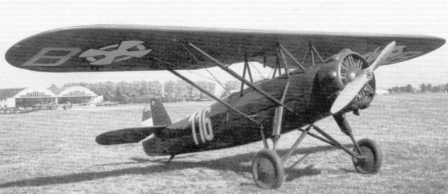
Rogožarski SIM-X treinador de aeronaves iugoslavas.
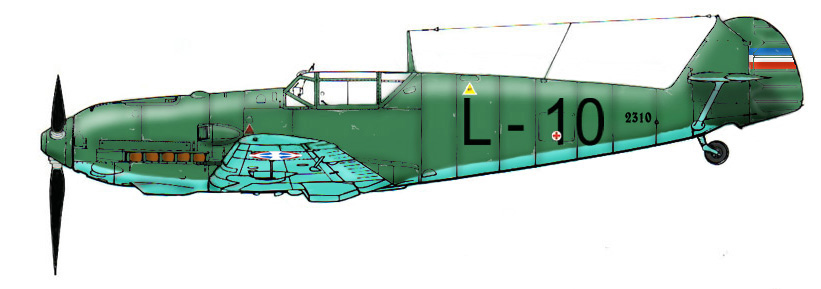
Um Messerschmitt iugoslavo Bf 109E-3
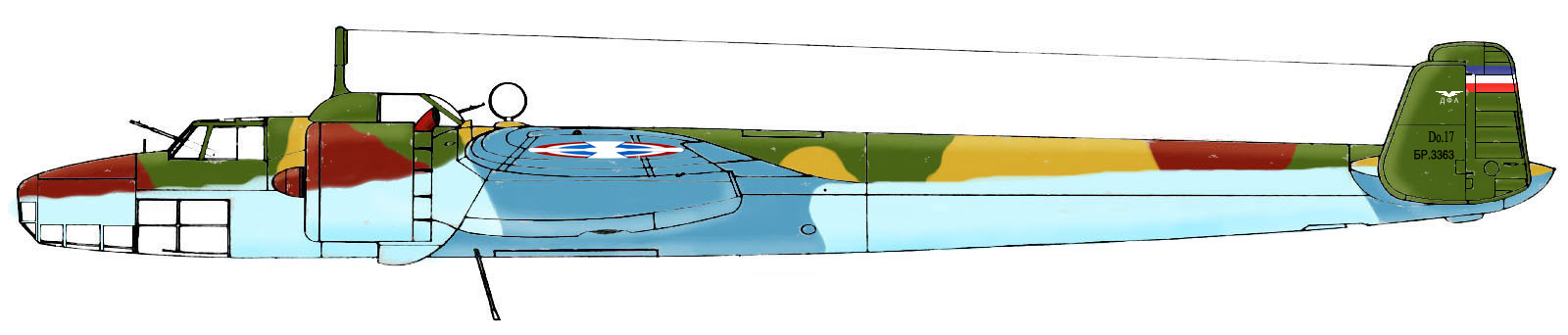
Dornier Do 17K do 3º regimento de bombardeiros da Força Aérea Real Iugoslava, abril de 1941.
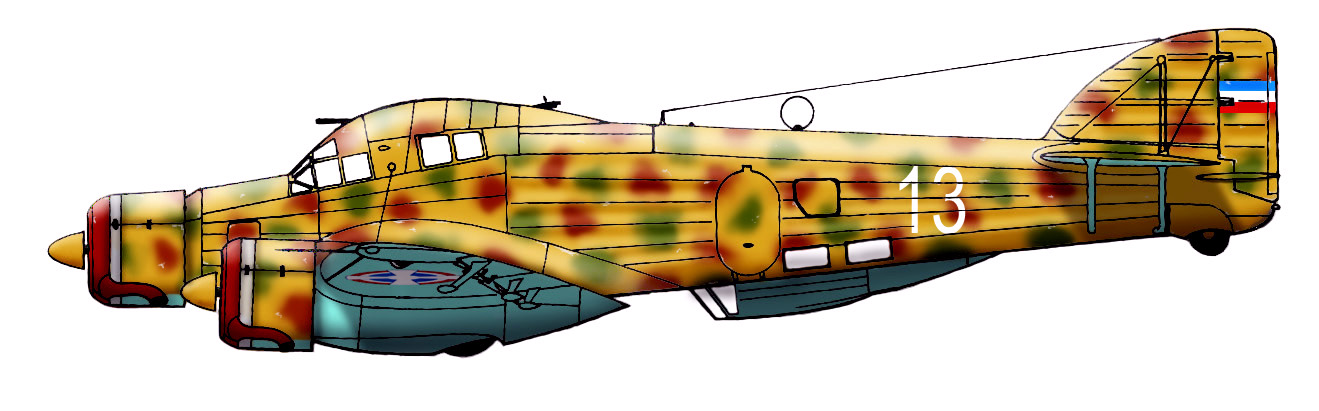
Savoia-Marchetti SM.79 da Força Aérea Iugoslava.
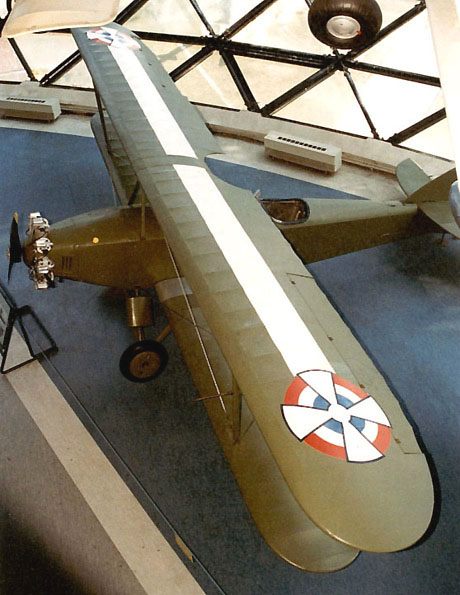
Zmaj Fizir FN da Força Aérea Iugoslava.
Caça monoposto iugoslavo IK-2.
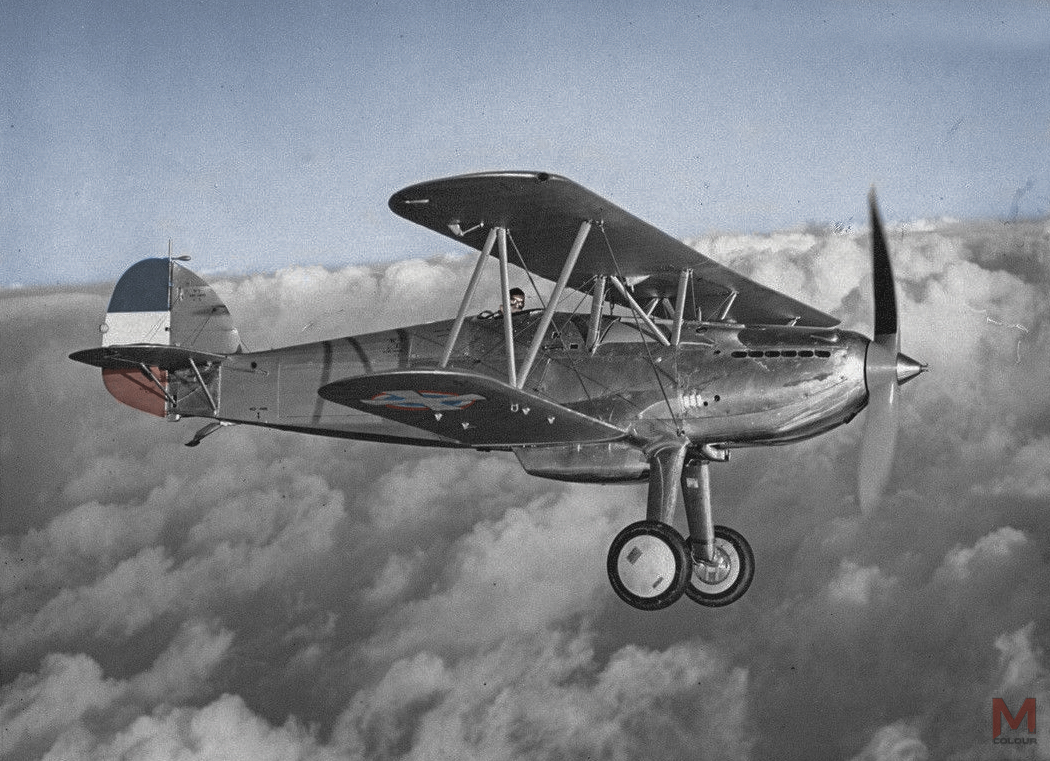
Caça monoposto iugoslavo Hawker Fury Mk II
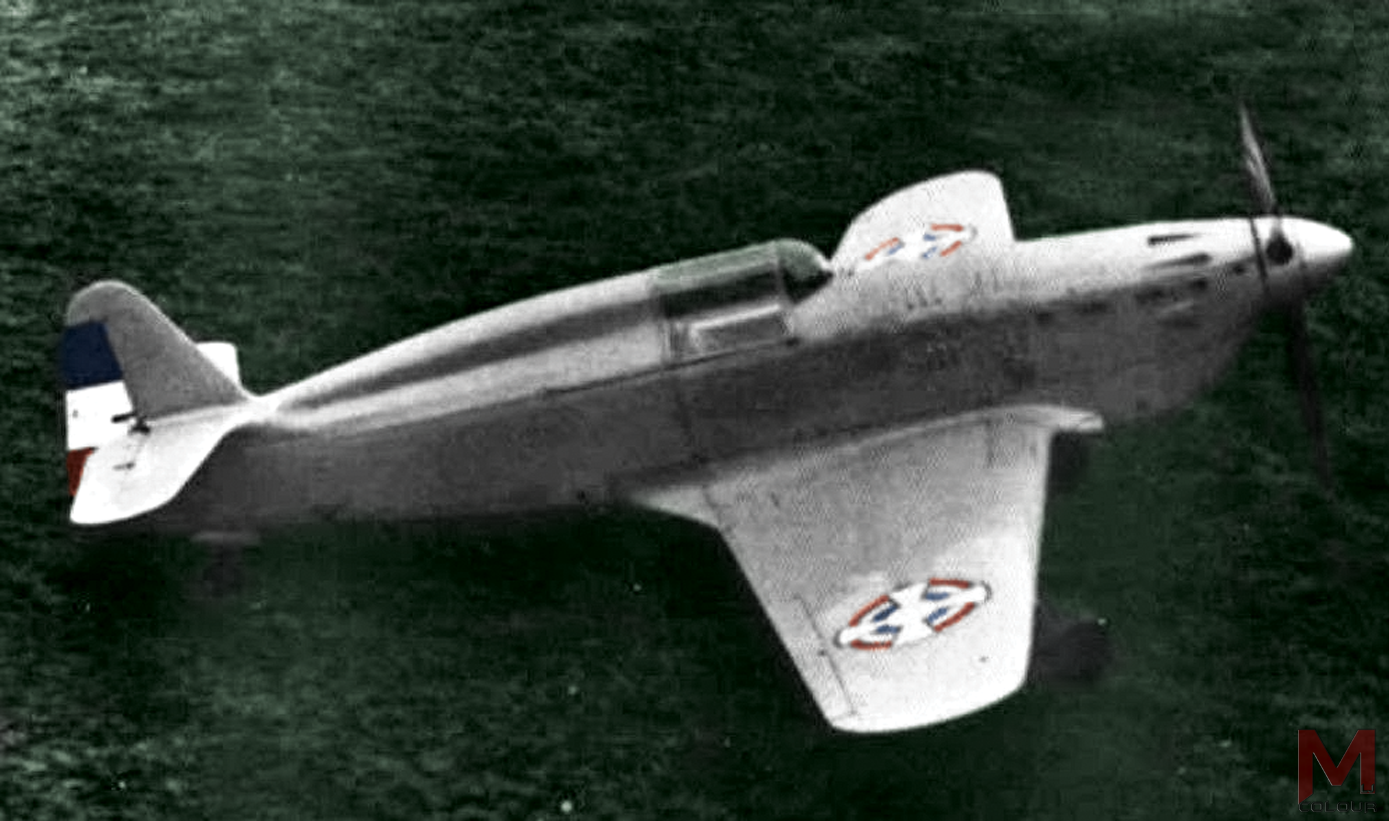
Protótipo de caça monoposto iugoslavo IK-3.
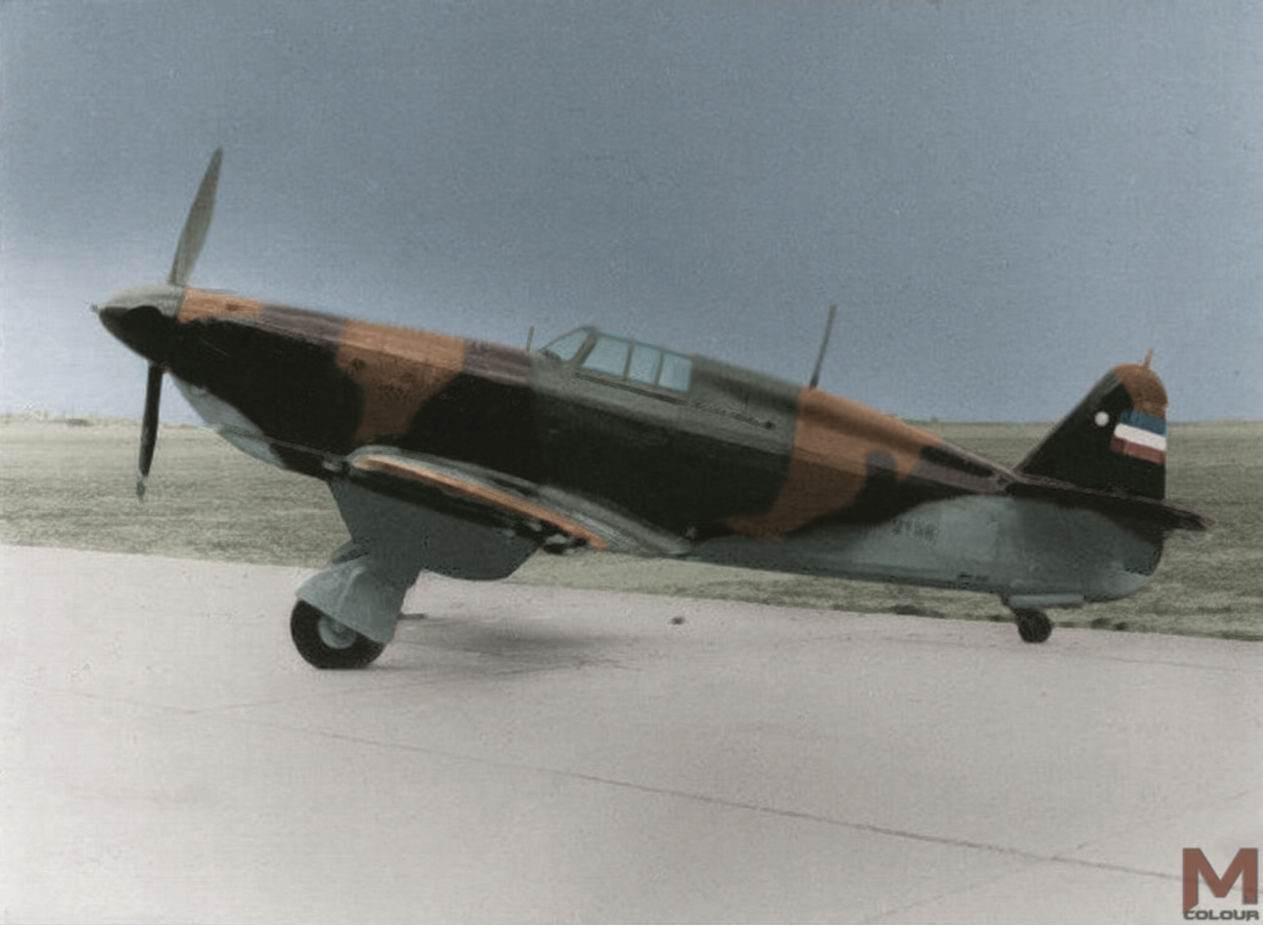
Caça monoposto iugoslavo IK-3.
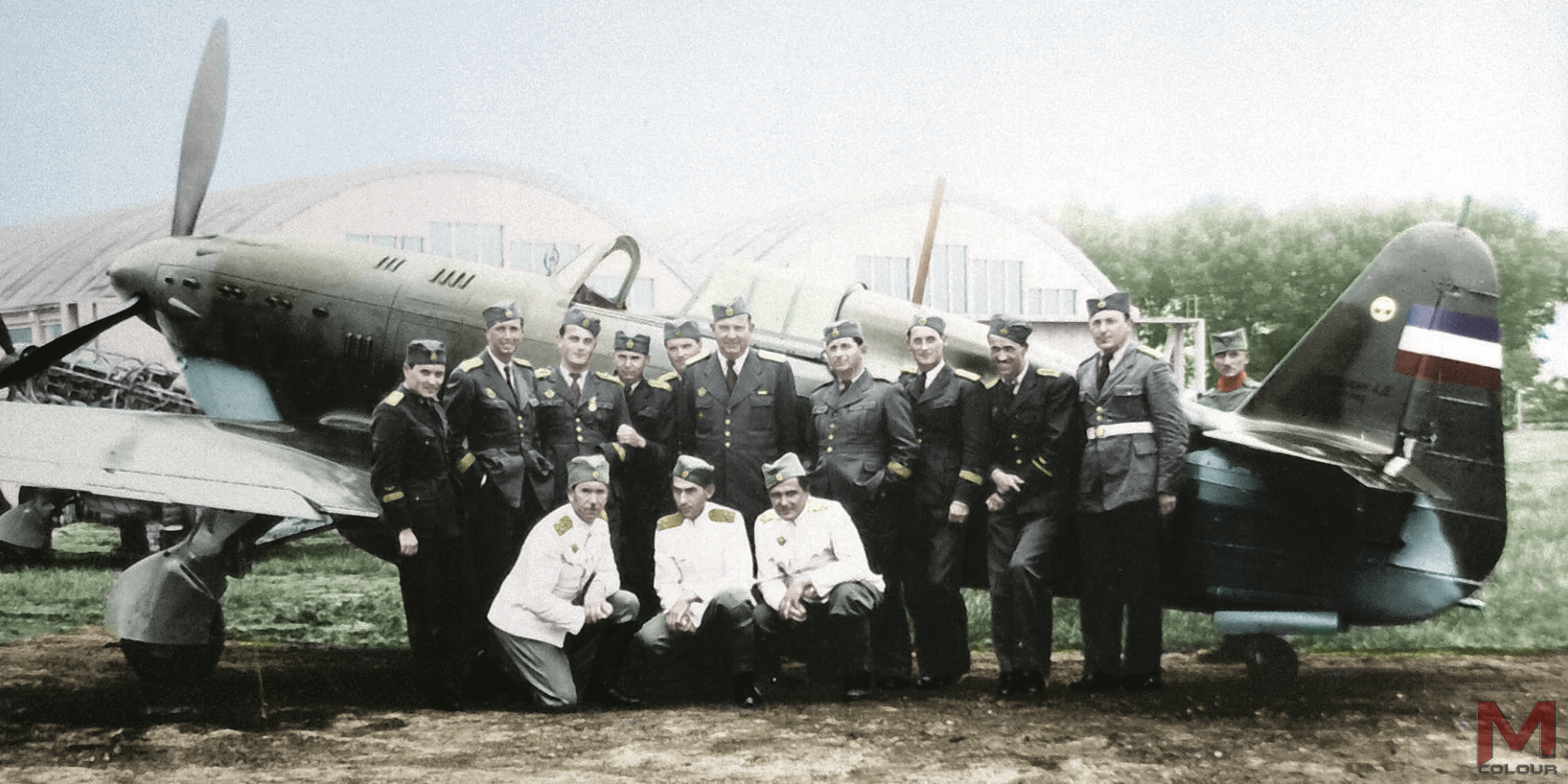
Pilotos do 51º grupo aéreo do Sexto Regimento de Caça ao lado da caça Iugoslavo IK-3.
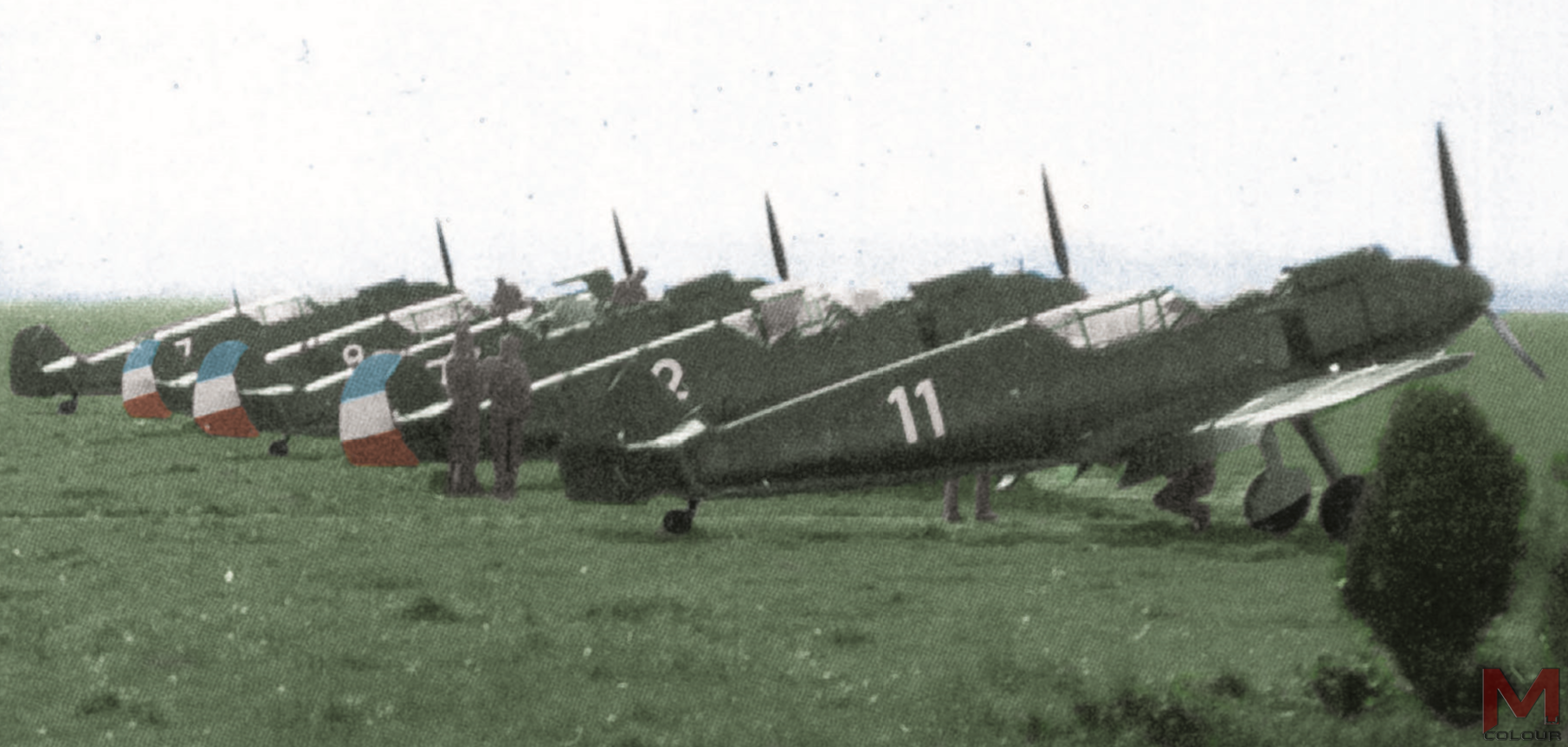
Caça monoposto iugoslavo Bf-109 E-3.
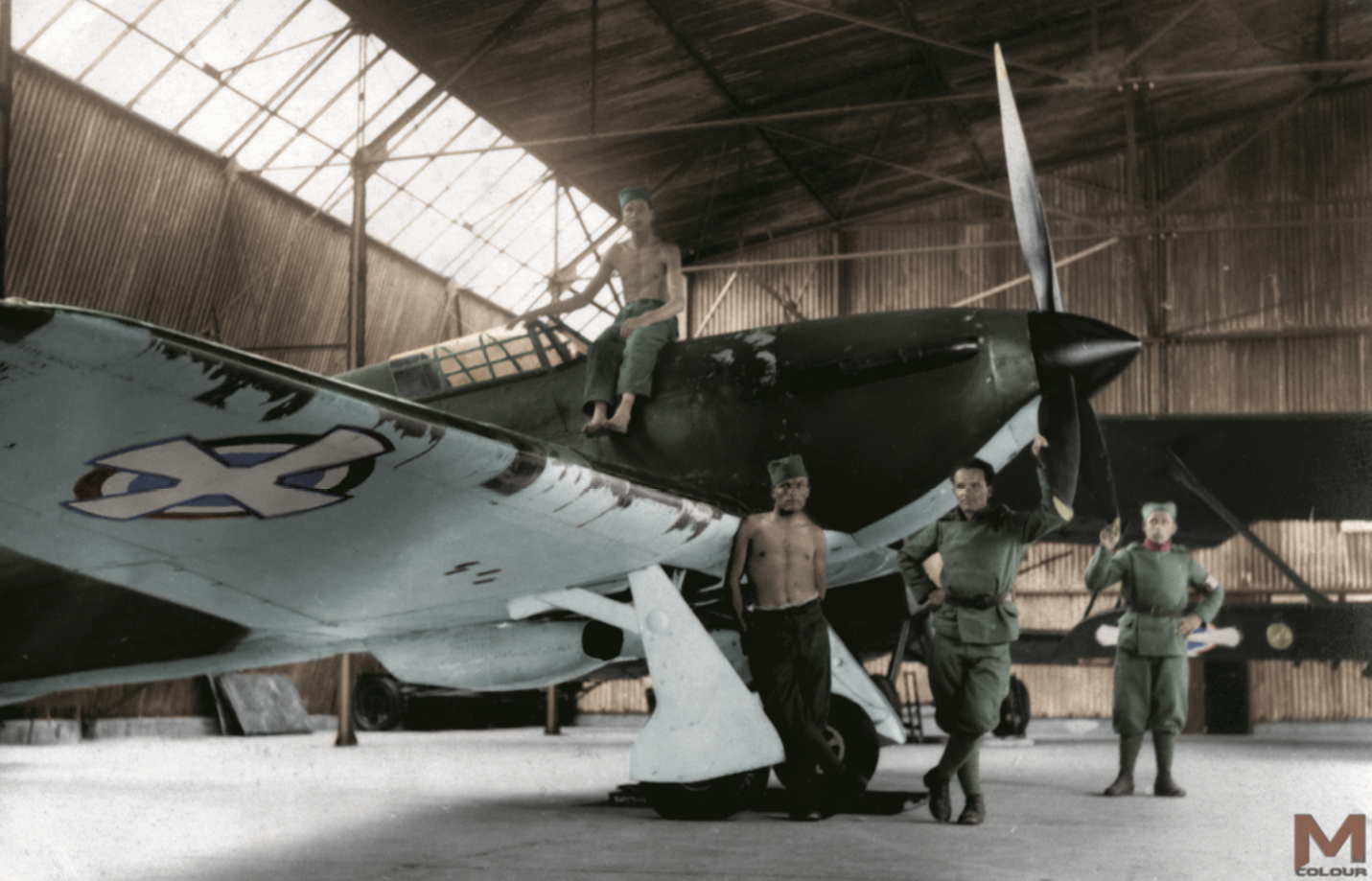
Lutador iugoslavo de assento único Hawker Hurricane.
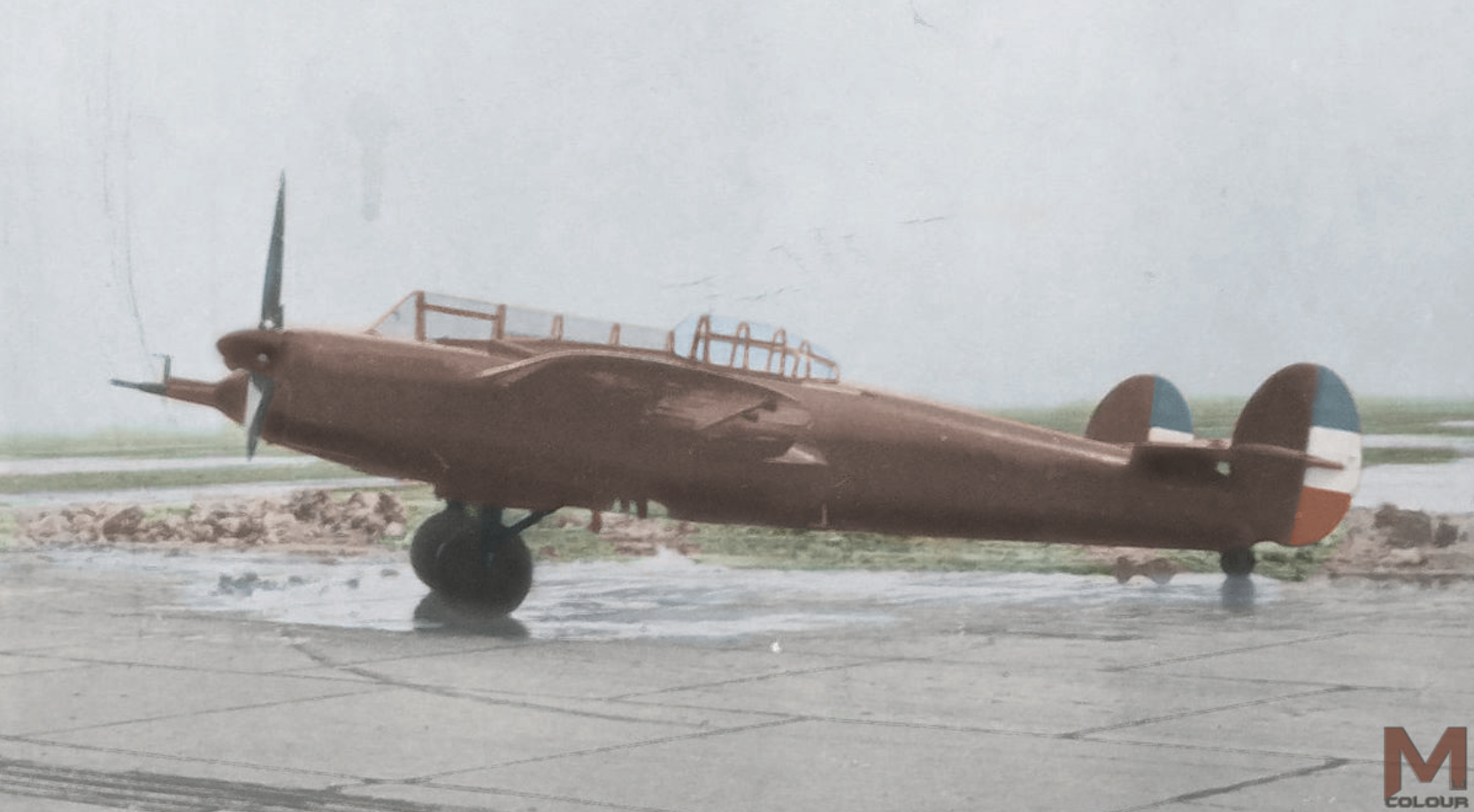
Avião de combate multifuncional iugoslavo P-313.
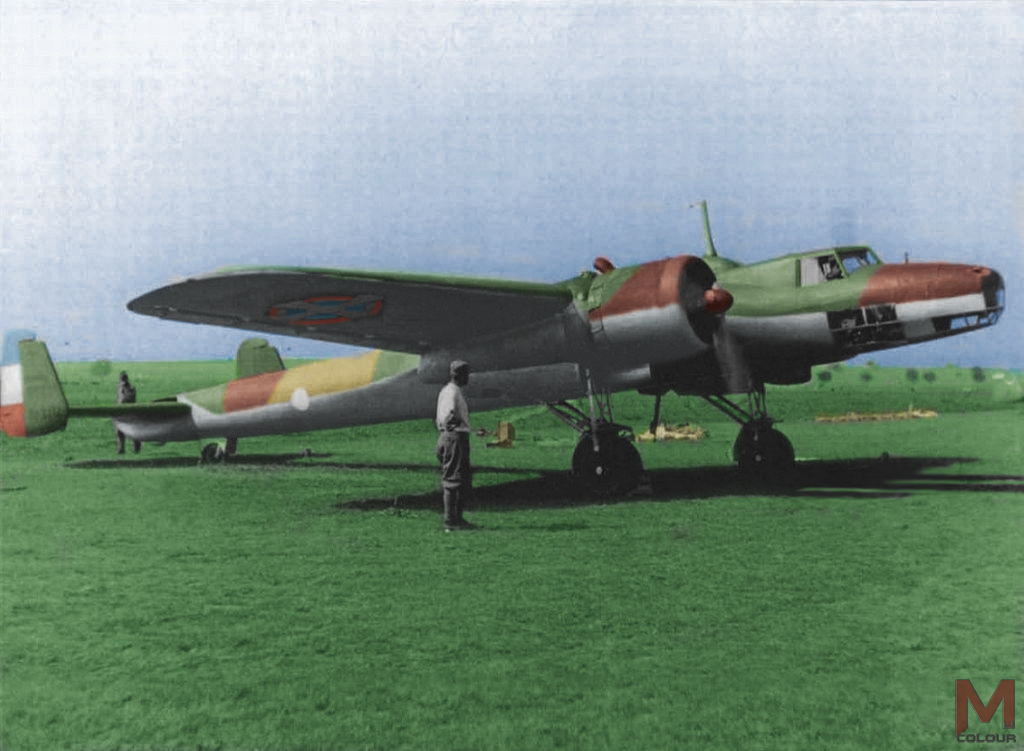
Bombardeiro RYAF Dornier Do-17K.